# Loasa pinnatifida
Loasa pinnatifida là một loài thực vật có hoa trong họ Loasaceae. Loài này được Gillies ex Arn. mô tả khoa học đầu tiên năm 1831.